# Oxalis dehradunensis
Oxalis dehradunensis är en harsyreväxtart som beskrevs av M. Bieb. Raizada. Oxalis dehradunensis ingår i släktet oxalisar, och familjen harsyreväxter. Inga underarter finns listade i Catalogue of Life.